# Rhodacanthis palmeri
Rhodacanthis palmeri là một loài chim trong họ Fringillidae.